# Teatro Santana
Teatro Santana é um teatro localizado na cidade de São Paulo.

## Crítica
Em 28 de setembro de 2014, foi publicado na Folha de S.Paulo o resultado da avaliação feita pela equipe do jornal ao visitar os sessenta maiores teatros da cidade de São Paulo. O local foi premiado com duas estrelas, uma nota "ruim", com o consenso: "Trata-se de um teatro bastante simples, dentro do pequeno shopping Santana, sem grande estrutura ou atrativos. A começar pela ausência de um hall de espera — o início do espetáculo deve ser aguardado na praça de alimentação. O estado dos banheiros é ruim, e o espaçamento entre as fileiras, o conforto dos assentos e a visibilidade do palco são regulares."